# 乡
乡是中国历史悠久的基层行政区单位，自先秦时代沿用至今。1949年，两岸分治。中华民国和中华人民共和国对乡的设定各有不同，已扩展出乡级行政区的概念。

## 起源
《周礼·大司徒》中，有“五家为邻，五邻为里，四里为族，五族为党，五党为州，五州为乡，乡万二千五百户也”的记载。有作者认为这是“乡”做为行政区单位的起源。《周礼》又记，周王国划为六乡三遂，诸侯国划为三乡三遂或一乡一遂不等。杨宽解释金文“乡”字，“象两人相向对坐，共食一簋的，基本意应为乡人共食”。故有研究者指，“乡无划地而居之意，而是指众人共享状”，“后因制军的需要，乃划分一国为若干乡，一乡之卒组成一支军队”。
其他研究者则指，“乡”本义指方向，在先秦时代的文献中常引申为表示某个方向的地域。而在春秋战国时代，随着中央集权和郡县制的确立，“乡”、“里”成为基层行政区单位。“乡”、“里”的管理体制即是乡里制。但直到清末，中央政府在县以下并不设置行政机构。

## 近现代
清末至北洋政府时代，中国社会巨变，为应对社会现代化的需求，新的行政体系在乡镇逐步形成。至国民政府时代，开始形成全国统一的乡级行政体系。
1909年，清政府颁布《城镇乡地方自治章程》，在州、县之下实行城、镇、乡自治。城、镇、乡的定义分别是，“城厢地方为城，其余市、村、庄、屯、集等各地方，人口满五万以上者为镇，人口不满五万者为乡”。
1929年6月，国民政府颂布《县组织法》，县之下，设区、乡、镇，实行自治制度，行政长官即是区长、乡长、镇长，由直接选举产生。
1949年，中华人民共和国建国后，乡仍是中国乡村主要的基层行政区单位。1958年，进入人民公社时期。1980年代初，人民公社在全国范围内逐步解体。1983年10月12日，中共中央、国务院发出《关于实行政社分开建立乡政府的通知》，实行政社分开。重设乡级人民政府。至1984年底，全国农村人民公社绝大部分转变为乡。